# Phalera formisicola
Phalera formisicola är en fjärilsart som beskrevs av Matsumura 1934. Phalera formisicola ingår i släktet Phalera och familjen tandspinnare. Inga underarter finns listade i Catalogue of Life.